# ملعب الكرك
ملعب الكرك هو ملعب منجّل بالعشب الطبيعي بطول (102) متر وعرض (68) مترا، يقع في مدينة الكرك جنوب الأردن، وتم تركيب أعمدة انارة بمقاييس دولية، وفيه مضمار جري مغطى بطبقة مطاط خاصة سعة (5) حارات بطول (400) متر وأيضا مدرجات للجمهور من الجهة الغربية تتسع إلى (7000) متفرج، يوجد فيه مظلة معدنية ووحدات صحية للجمهور وغرف غيار للاعبين والحكام، وهو الملعب المعتمد لنادي ذات راس الذي يلعب في دوري المحترفين.

## أنظر آيضًا
- ستاد الملك عبدالله الثاني
- ستاد عمان الدولي
- مدينة الحسين للشباب